# Войт, Эмиль (легкоатлет)
Эмиль Роберт Войт (англ. Emil Robert Voigt; 31 января 1883, Манчестер, Ланкашир — 16 октября 1973, Окленд) — британский легкоатлет, чемпион летних Олимпийских игр 1908 года.
На Играх 1908 года в Лондоне Войт участвовал только в беге на 5 миль. Выиграв полуфинал и финал, он стал чемпионом в этой дисциплине.